# Britta Bilač
Britta Bilač, née Britta Vörös le 4 décembre 1968 à Saalfeld (Thuringe), est une athlète slovène, spécialiste du saut en hauteur.

## Carrière
Britta Vörös a été la dernière championne de République démocratique allemande en salle en saut en hauteur en 1990. La même année aux championnats d'Europe en salle, elle a terminé deuxième derrière Heike Henkel.
En 1992, elle s'est mariée avec le sauteur en longueur Borut Bilač et est devenue slovène.
Aux Jeux olympiques d'été de 1992 à Barcelone, elle se classa quinzième. Quatre ans plus tard, elle finit neuvième. Elle a été sacrée championne d'Europe en 1994 et vice-championne du monde en salle en 1995.

## Palmarès
| Date | Compétition                    | Lieu      | Résultat | Marque |
| ---- | ------------------------------ | --------- | -------- | ------ |
| 1990 | Championnats d'Europe en salle | Glasgow   | 2e       | 1,94 m |
| 1992 | Championnats d'Europe en salle | Gênes     | 4e       | 1,91 m |
| 1992 | Jeux olympiques                | Barcelone | 15e      | 1,83 m |
| 1993 | Championnats du monde          | Stuttgart | 11e      | 1,88 m |
| 1993 | Jeux méditerranéens            | Narbonne  | 1re      | 1,92 m |
| 1994 | Championnats d'Europe en salle | Paris     | 7e       | 1,93 m |
| 1994 | Championnats d'Europe          | Helsinki  | 1re      | 2,00 m |
| 1995 | Championnats du monde en salle | Göteborg  | 2e       | 1,99 m |
| 1996 | Jeux olympiques                | Atlanta   | 9e       | 1,93 m |
| 1997 | Championnats du monde en salle | Paris     | 12e      | 1,90 m |
| 1997 | Jeux méditerranéens            | Bari      | 3e       | 1,91 m |
| 1997 | Championnats du monde          | Athènes   | 7e       | 1,93 m |

## Records
| Épreuve      | Performance | Lieu      | Date           |
| ------------ | ----------- | --------- | -------------- |
| En extérieur | 2,00 m      | Helsinki  | 14 août 1994   |
| En salle     | 2,00 m      | Francfort | 9 février 1994 |